# Sant Mateu d'Albarca
Sant Mateu d'Albarca är en ort i Spanien.   Den ligger i regionen Balearerna, i den östra delen av landet, 500 km öster om huvudstaden Madrid. Sant Mateu d'Albarca ligger 179 meter över havet och antalet invånare är 383. Den ligger på ön Ibiza.
Terrängen runt Sant Mateu d'Albarca är kuperad åt nordväst, men åt sydost är den platt. Havet är nära Sant Mateu d'Albarca åt nordväst. Runt Sant Mateu d'Albarca är det tätbefolkat, med 493 invånare per kvadratkilometer. Närmaste större samhälle är Ibiza, 15,0 km söder om Sant Mateu d'Albarca. 